# Графика
Гра́фика (др.-греч. γρᾰφικός «письменный» от γράφω — записывать, писать) — вид изобразительного искусства, в котором основными изобразительными средствами (графическими) являются свойства изобразительной поверхности (чаще белого листа бумаги) и тональные отношения линий, штрихов и пятен. Составной частью графики является рисунок.

## Определение и характеристики
Определение специфики и границ искусства графики в отличие от живописи, также связанной с изображением на плоскости, всегда интересовало художников и теоретиков искусства. До конца XIX века понятия графики, живописи и рисунка были жёстко разделены. Под графикой понимали только печатные техники: гравюру по дереву и металлу, литографию, монотипию. Под рисунком — «работу от руки», причём лишь в качестве подготовительного материала (эскизы, наброски), но не в качестве самостоятельной разновидности изобразительного искусства. Художник английского модерна У. Крэйн в книге «Линия и форма» (1900) попытался разграничить понятия графического и живописного начала в искусстве, основываясь на различной степени абстрагирования изобразительной формы. Немецкий художник М. Клингер выделил в качестве основополагающего принципа графического искусства отвлечение, абстрагирование тональных отношений от светотени и окрашенности изображаемых объектов, но в качестве обобщаемого названия Клингер предложил технический термин «искусство грифеля» (нем. Griffelkunst), который не прижился.
В России в начале ХХ века термина графика ещё не существовало, и А. Н. Бенуа для обозначения профессии художников книги, иллюстраторов, рисовальщиков-карикатуристов вынужден был использовать определение «рисовальщик печати». В иных случаях чаще использовали слово «рисунок», а понятие «живописец» использовали в качестве синонима слова «художник». Но уже около 1900 года появляются определения «синтетическое изображение», «графическое мастерство».
Цвет в графике может применяться, но, в отличие от живописи, он играет вспомогательную роль, и, как правило, локален и абстрагирован от объёмности, светотени, фактуры изображаемого объекта. При работе в графике обычно используют один или два цвета; кроме основного чёрного или красно-коричневого цвета сангины, можно использовать белый (например, белый мел или белила), в особенности на тонированной бумаге. В. А. Фаворский в ксилографиях 1920−1930-х годов и в теоретических статьях в качестве определяющего признака графического искусства (включающего все разновидности рисовальной и печатной графики) выдвинул понятие специфики «изобразительного пространства», которую создаёт белый лист бумаги. Поэтому наиболее общий отличительный признак графики — особое отношение изображаемого предмета к пространству, которое условно обозначает белый или иной условный фон (по выражению художника, — «воздух белого листа»).
В графике, в частности, в гравюрах, может использоваться большое число цветов (например, при цветной печати с нескольких досок), широкая цветовая палитра, как в живописи, но определяющим признаком остаётся условность пространства. Отсюда особое значение силуэта, контурной линии, направленности штриха. Поэтому, согласно современной музейной классификации, к графике относят акварель, гуашь, пастель и другие техники, использующие бумагу, прозрачные краски на водной основе, цветные рисовальные материалы. Кроме контурной линии, в графическом искусстве широко используются штрих и пятно, также контрастирующие с белой (а в иных случаях также цветной, чёрной, или реже — фактурной) поверхностью бумаги или картона. Сочетанием этих изобразительных средств и материалов могут создаваться тональные нюансы. Живопись и графика различаются разной мерой пространственности, проистекающей от различного отношения художника к изобразительной поверхности, хотя эти отношения изменчивы и подвижны. Определяющим признаком, таким образом, становится либо графичность и графическое начало (или принцип) либо противоположное качество — живописность. Поэтому правомочны определения: «графичная живопись» или «живописный рисунок». Первое слово обозначает качество изобразительной формы, второе — принадлежность конкретного произведения к определённому виду искусства.
Наследие графического искусства многообразно. Оно отмечено работами таких всемирно известных мастеров, как Альбрехт Дюрер (1471-1528), Ре́мбрандт Ха́рменс ван Рейн (1606-1669), Хиросиге Андо (1797-1858), гравёра и рисовальщика Хокусай Кацусика (1760−1849), чьё творчество оказало значительное влияние на европейское искусство конца XIX — начала XX века. Многие художники-живописцы внесли немалый вклад в развитие графики. В современном мире графика и графические средства изображения широко используется в массовой культуре и графическом дизайне: оформление книг, реклама, веб-дизайн, дизайн визуальных коммуникаций, средовой дизайн, кинематография, анимация.

## Классификация
Понятие «графика», по способу создания изображения, включает в себя два больших раздела: рисовальная или уникальная графика и печатная или тиражная графика. Уникальная графика — произведения, созданные в единственном экземпляре (рисунок, набросок, монотипия, коллаж). Печатная графика — произведения, созданные с использованием авторских (изготовленных автором-художником) печатных форм, с которых печатают тираж эстампов (от двух — трёх оттисков до 500—1000 экземпляров, в зависимости от техники и задачи).
По функции графические произведения подразделяются на несколько родов:
- Станковая графика (станковый рисунок, эстамп, все виды гравюры, акварель);
- Книжная графика (иллюстрации, виньетки, заставки, буквицы, обложка, суперобложка, форзац, эрзац, шмуцтитул, создание рисунка шрифта, общее оформление книги);
- Журнальная и газетная графика (оформление и конструирование печатных изданий, карикатуры, иллюстрации);
- Прикладная и промышленная графика, (почтовые марки, денежные знаки, буклеты, рекламные издания, фирменные знаки, товарные ярлыки, упаковка, вывеска);
- Графика письма (эпиграфика, каллиграфия, искусство шрифта);
- Плакат (вид торговой рекламы и политической агитации);
- Компьютерная графика.

Как проявления массовой культуры специфическими видами графики являются в станковой печатной графике — лубок, а в газетно-журнальной — карикатура. Относительно молодой областью графики является также плакат, который в современных формах сложился в XIX веке как вид торговой и театральной рекламы (афиши Ж. Шере, А. Тулуз-Лотрека), а затем стал выполнять и задачи политической агитации (плакаты В. В. Маяковского, Д. С. Моора, А. А. Дейнеки в СССР и Т. Трепковского — в Польше). Многие разновидности и жанры прикладной графики в XX веке поглотил графический дизайн, дизайн рекламы и массовых визуальных информационных средств.